# Михневич, Сергей Викторович
Сергей Викторович Михневич (30 августа 1961) — советский и российский футболист.
Выступал за команды первой (1980, 1982, 1986—1988, 1992—1993) и второй (1978—1980, 1981, 1984—1985, 1989—1991) лиг СССР и России «Металлург» Магнитогорск (1978—1980, 1984—1985), «Крылья Советов» Куйбышев (1980, 1989—1990), «Локомотив» Челябинск (1981), «Динамо» Киров (1982), «Кузбасс» Кемерово (1986—1988, 1991), «Лада» Тольятти.
В первой лиге провёл 214 игр, забил 16 голов, во второй лиге — 199 игр, 40 голов.